# Amalia d'Este
Amalia d'Este, född 28 juli 1699, död 5 juli 1778, var en italiensk prinsessa. Hon var regent i hertigdömet Modena och Reggio under 1737. 
Amalia var dotter till Rinaldo III av Este och Charlotte av Braunschweig-Lüneburg. Hon gifte sig aldrig. Amalia var regent i hertigdömet Modena och Reggio som ställföreträdare för sin frånvarande bror Francesco III av Este mellan oktober och december 1737, i samregering med sin syster Benedetta d'Este.